# ライン＝マイン線
ライン＝マイン線（ライン＝マインせん、ドイツ語: Main-Rhein-Bahn）はマインツとダルムシュタット及びダルムシュタットとアシャッフェンブルクを結ぶ南部ドイツの鉄道路線で、全区間に複線線路と電気供給設備が備えられている。この路線はヘッセン・ルートヴィヒ鉄道（Hessische Ludwigbahn）により建設され1858年8月1日に開通された。

## 沿線概況

### マインツ - ダルムシュタット区間
マインツでこの路線はマインツ - マンハイム線から離れて、ライン川とマイン川の合流地点（Mainspitze）の対岸からライン川を横断する。列車はマインツ - フランクフルト線の乗り換え駅であるビショフスハイム駅を通過した後、南東側に曲がってグロースゲーラウに向かう。この路線は東側へ伸びてダルムシュタット中央駅に至る。

### ダルムシュタット - アシャッフェンブルク区間
旅客列車は方向を転換して、ダルムシュタット中央駅からまず北の方へ走行する。一方路線記号3540の直通連結線路は中央駅区内の北端を横切って、列車がアシャッフェンブルクの方向に直接走行するのは可能である。貨物列車はほとんどこの経路で走行する。列車はダルムシュタット東部からメッセル駅を経由しながら森地帯を通過する。ディーブルク駅でロートガウ線が分岐して、ドライアイヒ・ブーフシュラーク行きの列車が出発する。その後、この路線はバーベンハウゼンを経由して北東方向に続く。列車はシュトックシュタットとマインアシャフの間でマイン川を渡り、アシャッフェンブルク中央駅に到着する。ライン＝マイン線の珍しい特徴は三つの州、すなわちラインラント＝プファルツ州、ヘッセン州、バイエルン州で走行する普通列車である。

## 歴史

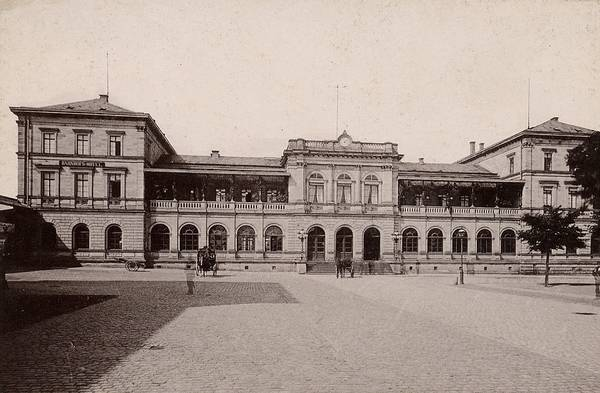
ダルムシュタットにあったヘッセン・ルートヴィヒ鉄道の旧駅舎（1875年頃）

ライン＝マイン線は、私設鉄道のヘッセン・ルートヴィヒ鉄道によって設計、建設、運営された。鉄道会社はライン川、アシャッフェンブルク、バイエルン・ルートヴィヒ西部鉄道の間にある、マイン川北岸にある路線を巡って、ハーナウ鉄道及びタウヌス鉄道と競合することとなった。その路線と対照的に、ライン＝マイン線では途切れのない交通編が提供されて、一方初期のタウヌス鉄道とハーナウ鉄道の場合、互いに結ばれないフランクフルトにおける二つの異なる駅がそれぞれの終着駅であった。この路線の不便は、最初はライン川からマインツへの横断が鉄道連絡船に依存していたのである。ライン川とマイン川を除けば、鉄道の重大な物理的障害はなかった。
鉄道建設の法的根拠は、1852年3月28日に締結されたヘッセン大公国とバイエルン王国の間の条約と1856年3月3日に与えられた大公国の敷設許可である。1856年の農産物の収穫以後に鉄道建設が始まった。 1858年2月、マインツの対岸（Mainspitze）とダルムシュタットの間が完工された。1858年4月19日、ルートヴィヒ3世はメインスピッツェの建設現場を訪問して、列車を利用した。試運転は同年7月18日から行われて、1858年8月1日にマインツ対岸とダルムシュタットの間が先ずは開通された。この路線は最初に貨物列車の用度に開放され、まもなく旅客列車はこの路線で通行した。東の部分は1858年11月15日に完工され、定期列車運行は1858年12月27日に開始された。鉄道施設の構築には390万グルデンの費用がかかった。
1862年まで列車はグスタフスブルクで外輪船とポンツーンを通じて、対岸のルートヴィヒ鉄道に運搬された。1859年から1862年まで鉄道橋建設はハインリヒ・ゲルバー（Heinrich Gerber, 1832-1912）の計画の通り実行された。ゲルバーはMANの前身の一つであるクレット製錬所（Eisengießerei Klett & Comp.）で橋梁建設監督として働きいて、工場のついた現場事務所を建てた。その現場事務所は現在のMANのグスタフスブルク工場に当たる。マインツ南鉄道橋は1862年12月20日に開通されて、1863年1月3日から列車が平常通りに南鉄道橋の上を通過していた。二番目の線路設置は1871年に開始された。そのためにライン川鉄道橋の床版と上の軌道が、1868年から1871年まで既存の構造物と平行に建設された。
ヘッセン・ルートヴィヒ鉄道会社はライン＝マイン鉄道を含めて、1897年にプロイセン・ヘッセン鉄道会社（Königlich Preußische und Großherzoglich Hessischen Staatseisenbahnen）が設立されたときに国有化された。1905年に電話線がビショフスハイム - バーベンハウゼン区間に備えられた。1907年機械式信号の閉塞方式保安装置がディーブルク - アシャッフェンブルク区間に設置されて、電報方式の運行情報は省略された。
1937年マインアシャフ連結線が開通され、フランクフルト - アシャッフェンブルク線に接続された。マインツ南鉄道橋は1945年3月17日にドイツ国方軍により爆破されて、仮鉄道橋は1946年1月18日アメリカ軍がマーシャル橋の名称で設置した。1949年に南鉄道橋がKトラスの形式で改築された。
この路線は1958年から1959年まで電化され、1960年5月9日から電車が運行されている。1990年9月にアメリカの化学兵器廃棄の目的で「リントヴルム作戦（Aktion Lindwurm）」がダルムシュタット - アシャッフェンブルク区間で実行された。
この路線の運営権は、2008年12月から10年間、DBレギオに与えられた。DBレギオは2008年7月末から、古いシルバーリング客車を新しい二階建て客車に連続的に置き換わった。2018年12月9日付きにヘッセン地方鉄道（Hessische Landesbahn, HLB）はDBレギオから旅客列車の運営権を引き受けた。

## 運行形態

### 貨物輸送
ライン＝マイン線はフランクフルト・アム・マインの鉄道中心部を迂回するので、遠距離貨物輸送にとって重要である。この路線はライン川左岸線及び右岸線とマイン＝シュペッサルト線と接続され、北の方面にはハーナウを経てフランクフルト - ベーブラ線、フリードベルク - ハーナウ線及びマイン＝ヴェーザー線と連結される。この路線は、カートレインでも使用されており、兵力輸送や核廃棄物の輸送に使用されることもある。

### 旅客輸送

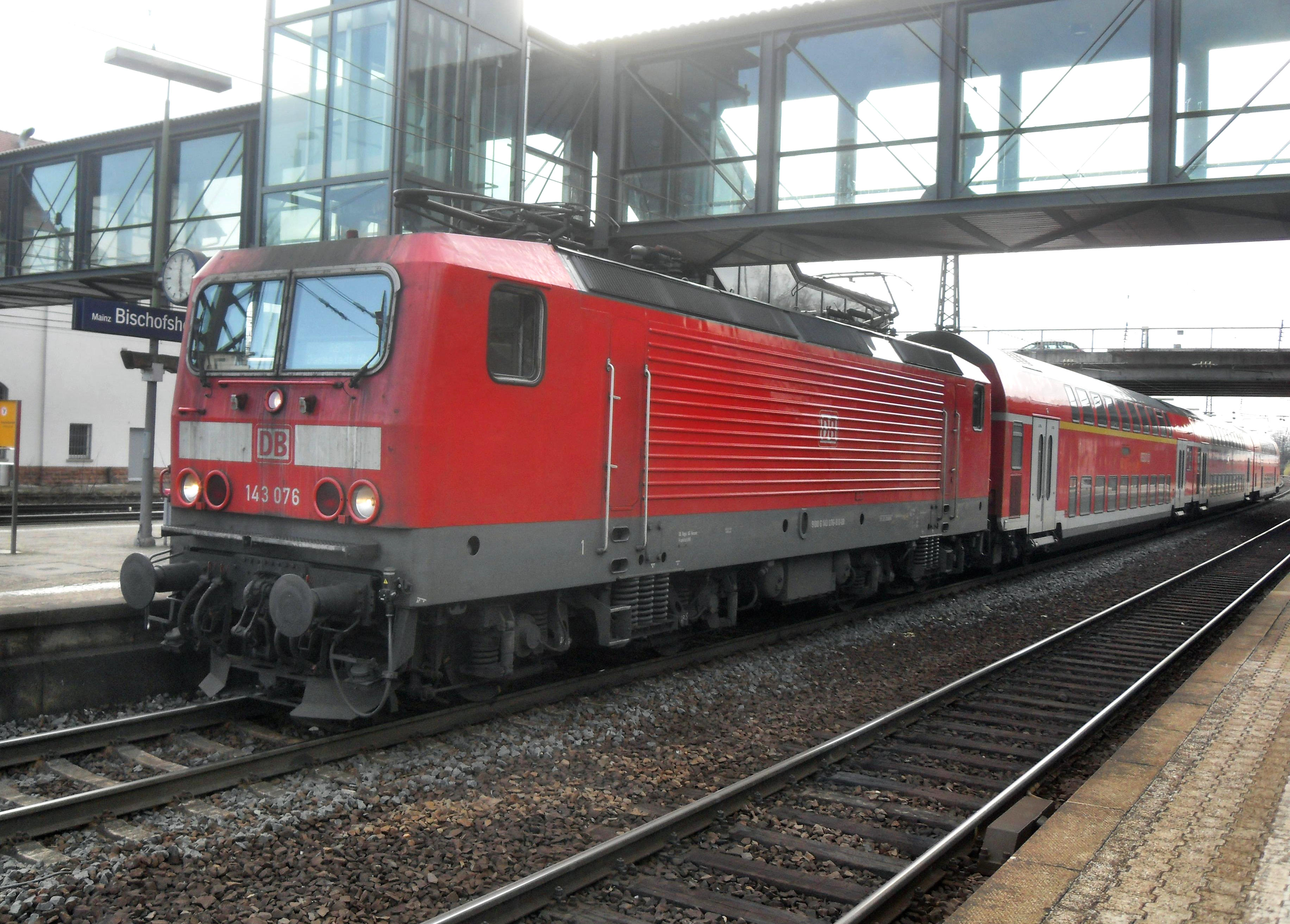
ダルムシュタットに向かう途中にマインツ・ビショフスハイム駅で停車する143形電気機関車の牽引する普通列車

地域輸送の場合に、マインツ - バーベンハウゼン区間の運賃はライン＝マイン運輸連合（Rhein-Main-Verkehrsverbund, RMV）によって管理される。マインツ - ビショフスハイム区間の運賃システムはライン＝ナーエ地域運輸連合（Rhein-Nahe Nahverkersverbund, RNN）と共有している。 シュストクシュタット - アシャッフェンブルク区間は運送会社バイエルン・ウンターマイン（Vehrkehrsgemeinschaft am Bayerischen Untermain, VAB）の管轄下にある。RB75の他にSバーン列車や快速列車はマインツ - ビショフハイム区間で走行する。
- 普通列車（RB75）: ヴィースバーデン - マインツ - マインツ・ローマ劇場 - ビショフスハイム - ナウハイム - グロースゲラウ - ヴァイターシュタット - ダルムシュタット - ダルムシュタット北駅 - メッセル - ディーブルク - アルトハイム - バーベンハウゼン - シュトクシュタット - アシャッフェンブルク。30分/60分間隔。使用車両はコラディア・コンチネンタル。ヘッセン地方鉄道所属。